# Erich Herrmann
Erich Karl Albert Otto Herrmann, más conocido como Erich Herrmann (31 de mayo de 1914 - 13 de abril de 1989) fue un jugador de balonmano alemán. Fue un componente de la Selección de balonmano de Alemania.
Con la selección ganó la medalla de oro en los Juegos Olímpicos de Berlín 1936, los primeros en los que el balonmano fue olímpico.